# El Aguaje Atoluca
El Aguaje Atoluca är en ort i Mexiko.   Den ligger i kommunen Xiutetelco och delstaten Puebla, i den sydöstra delen av landet, 190 km öster om huvudstaden Mexico City. El Aguaje Atoluca ligger 2 491 meter över havet och antalet invånare är 328.
Terrängen runt El Aguaje Atoluca är lite bergig. Runt El Aguaje Atoluca är det ganska tätbefolkat, med 90 invånare per kvadratkilometer. Närmaste större samhälle är Teziutlan, 8,7 km norr om El Aguaje Atoluca. Trakten runt El Aguaje Atoluca består till största delen av jordbruksmark.